# تجرة
تَاجُرَّة أو تَجُرَّة أو تُجُرَّة (بالعَفَرِيَّة: تجوري) أعرق مدن دولة جيبوتي، تقع على الضفة الشمالية لخليج تجرة في الجهة المقابلة للعاصمة جيبوتي، ذلك الخليج الذي يصل البلاد بخليج عدن. وهي العاصمة الإدارية لإقليم تجرة. يقطنها نحو 22 ألف نسمة.

## أصل التسمية
باللغة العفرية تاجرة مشتقة من اسم تاجور والذي يعني «وعاء من جِلد الماعِز مُخصص لنقل الماء»، وهو يَدُل على وفرة الماء بالمنطقة.

## التاريخ

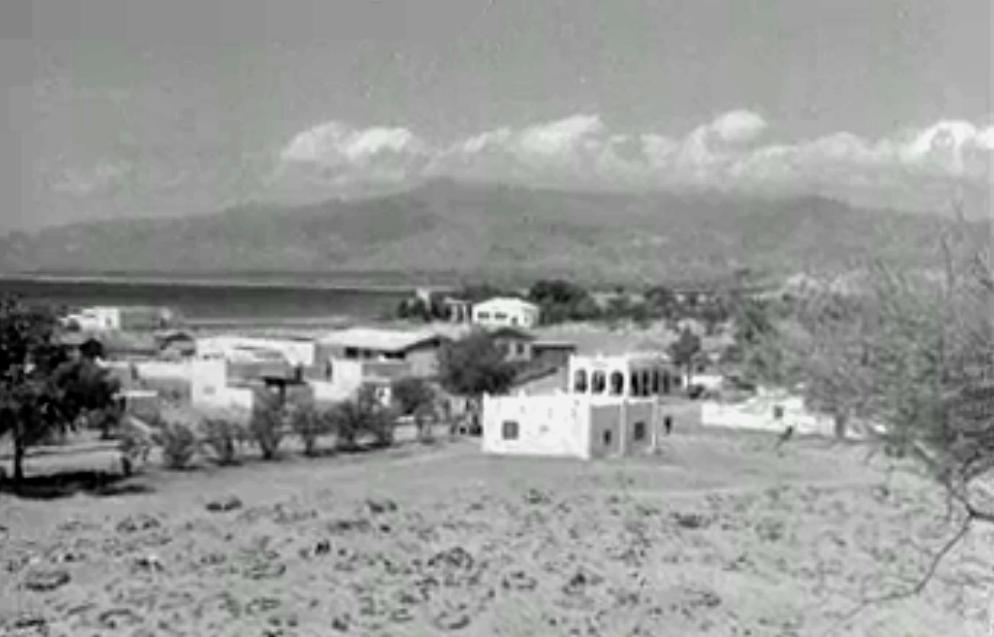
صورة لتجرة سنة 1971م

## المواصلات
يوجد بالقرب من المدينة مهبط للطائرات. وتربط عبارة المدينة بعاصمة البلاد.

## المناخ
يُعتبر موقع مدينة تجرة إستراتيجي، ويَملُك طبيعة خلابة وهواء جيد. تتميز بمُناخ جافّ، ومعدل الأمطار بالمدينة 186 ملم (7.31 إنش) سنوياً.
درجات الحرارة حارة جداً خلال شهر ديسمبر ويناير، وشديدة الحرارة في يوليو.
| البيانات المناخية لـتجرة                | البيانات المناخية لـتجرة | البيانات المناخية لـتجرة | البيانات المناخية لـتجرة | البيانات المناخية لـتجرة | البيانات المناخية لـتجرة | البيانات المناخية لـتجرة | البيانات المناخية لـتجرة | البيانات المناخية لـتجرة | البيانات المناخية لـتجرة | البيانات المناخية لـتجرة | البيانات المناخية لـتجرة | البيانات المناخية لـتجرة | البيانات المناخية لـتجرة |
| الشهر                                   | يناير                    | فبراير                   | مارس                     | أبريل                    | مايو                     | يونيو                    | يوليو                    | أغسطس                    | سبتمبر                   | أكتوبر                   | نوفمبر                   | ديسمبر                   | المعدل السنوي            |
| --------------------------------------- | ------------------------ | ------------------------ | ------------------------ | ------------------------ | ------------------------ | ------------------------ | ------------------------ | ------------------------ | ------------------------ | ------------------------ | ------------------------ | ------------------------ | ------------------------ |
| متوسط درجة الحرارة الكبرى °م (°ف)       | 29.0 (84.2)              | 29.2 (84.6)              | 31.1 (88.0)              | 33.1 (91.6)              | 36.0 (96.8)              | 39.7 (103.5)             | 41.7 (107.1)             | 40.6 (105.1)             | 37.6 (99.7)              | 34.0 (93.2)              | 31.3 (88.3)              | 29.7 (85.5)              | 34.4 (94.0)              |
| المتوسط اليومي °م (°ف)                  | 25.6 (78.1)              | 26.3 (79.3)              | 27.9 (82.2)              | 29.7 (85.5)              | 32.4 (90.3)              | 35.7 (96.3)              | 36.4 (97.5)              | 35.6 (96.1)              | 34.2 (93.6)              | 30.3 (86.5)              | 27.8 (82.0)              | 26.2 (79.2)              | 30.7 (87.2)              |
| متوسط درجة الحرارة الصغرى °م (°ف)       | 22.2 (72.0)              | 23.3 (73.9)              | 24.6 (76.3)              | 26.2 (79.2)              | 28.7 (83.7)              | 31.7 (89.1)              | 31.1 (88.0)              | 30.5 (86.9)              | 30.7 (87.3)              | 26.5 (79.7)              | 24.2 (75.6)              | 22.7 (72.9)              | 26.9 (80.4)              |
| الهطول مم (إنش)                         | 11 (0.4)                 | 9 (0.4)                  | 16 (0.6)                 | 12 (0.5)                 | 8 (0.3)                  | 1 (0.0)                  | 4 (0.2)                  | 18 (0.7)                 | 8 (0.3)                  | 13 (0.5)                 | 25 (1.0)                 | 20 (0.8)                 | 145 (5.7)                |
| المصدر: Climate-Data.org, altitude: 12m |                          |                          |                          |                          |                          |                          |                          |                          |                          |                          |                          |                          |                          |

## أعلام من المدينة
- دليطة محمد دليطة، رئيس وزراء سابق.

## توأمة المدن
- المخا، اليمن.
- ألمرية، إسبانيا.

## معرض الصور

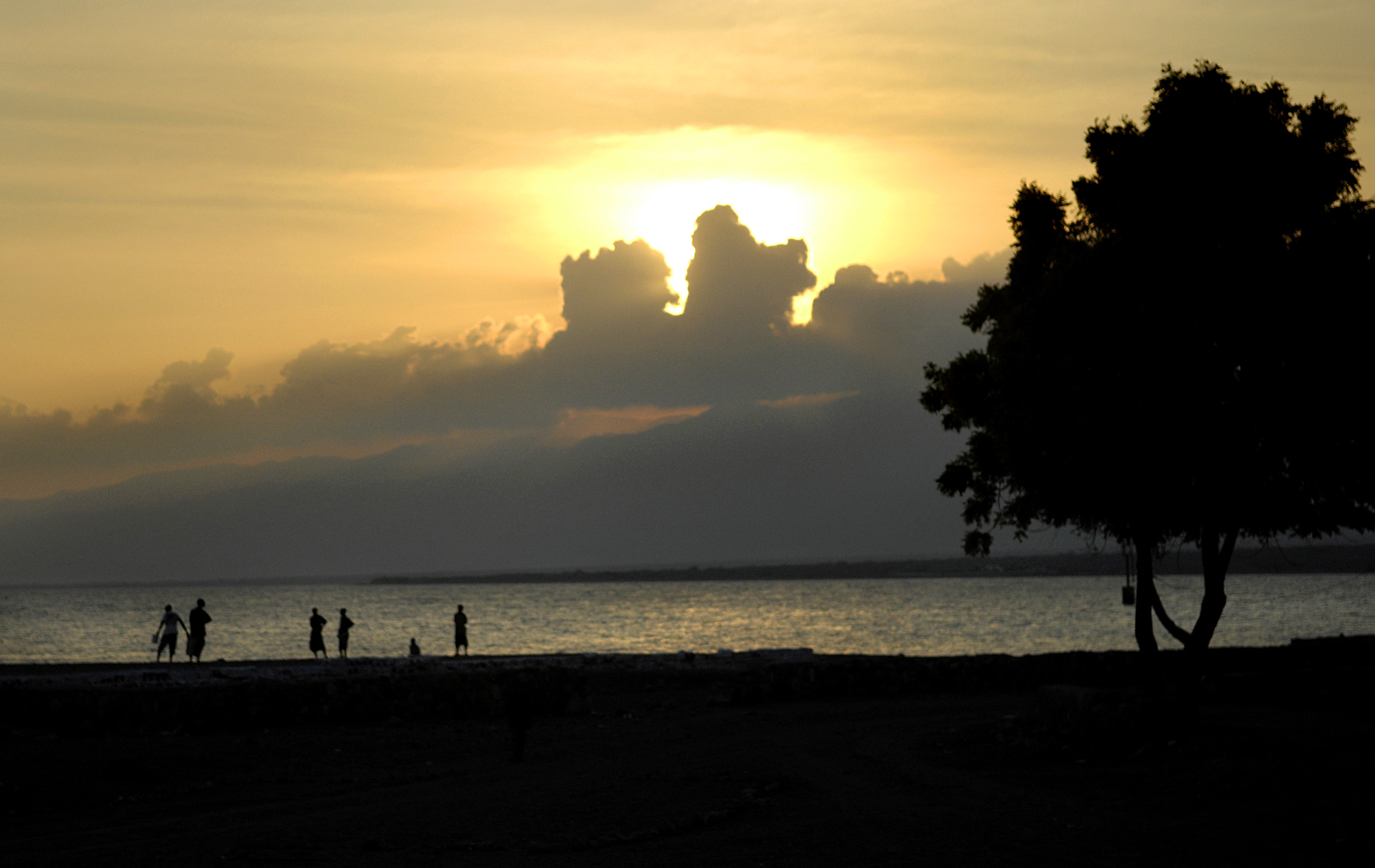
ساحل خليج تجرة
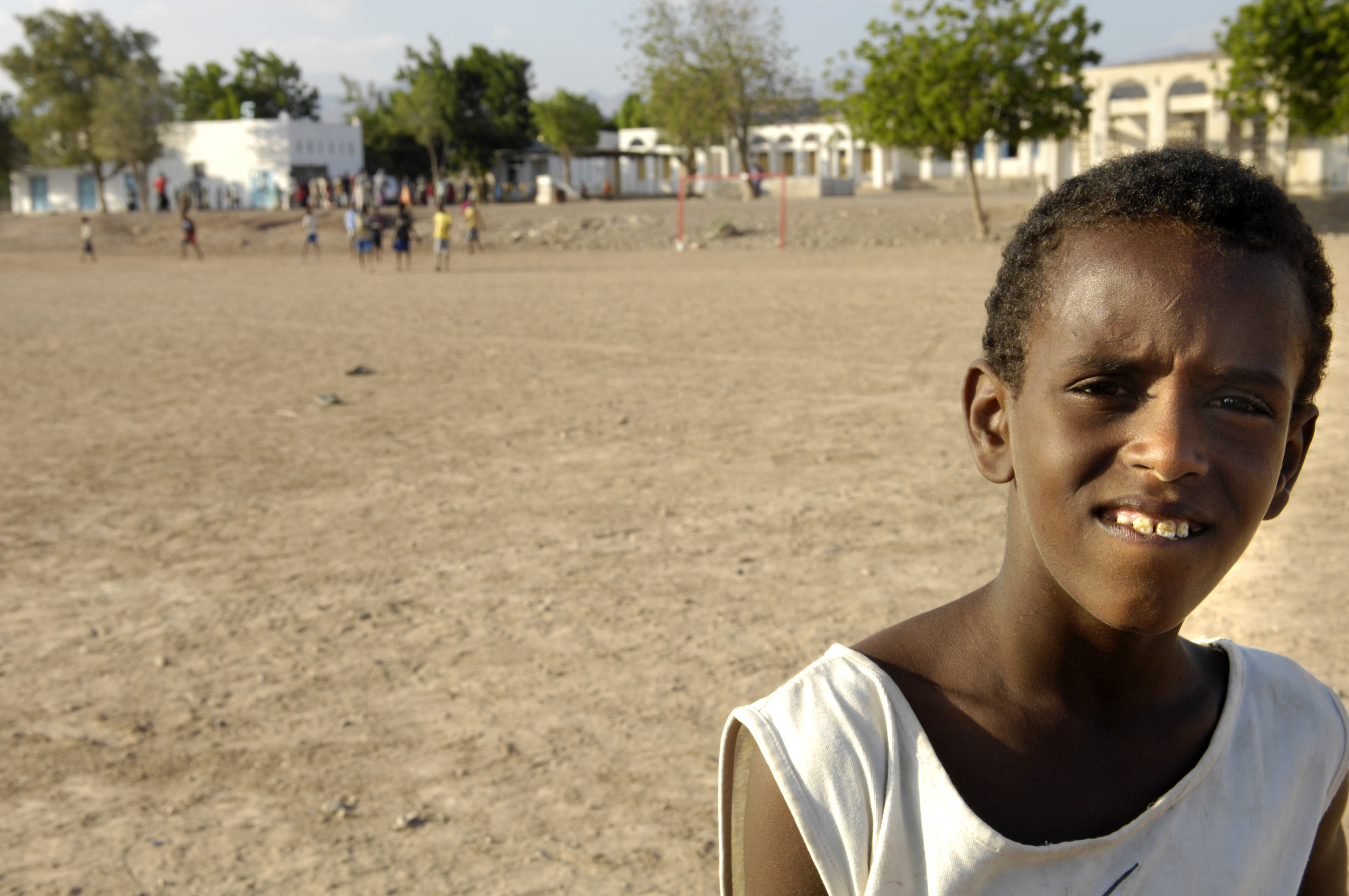
مدرسة
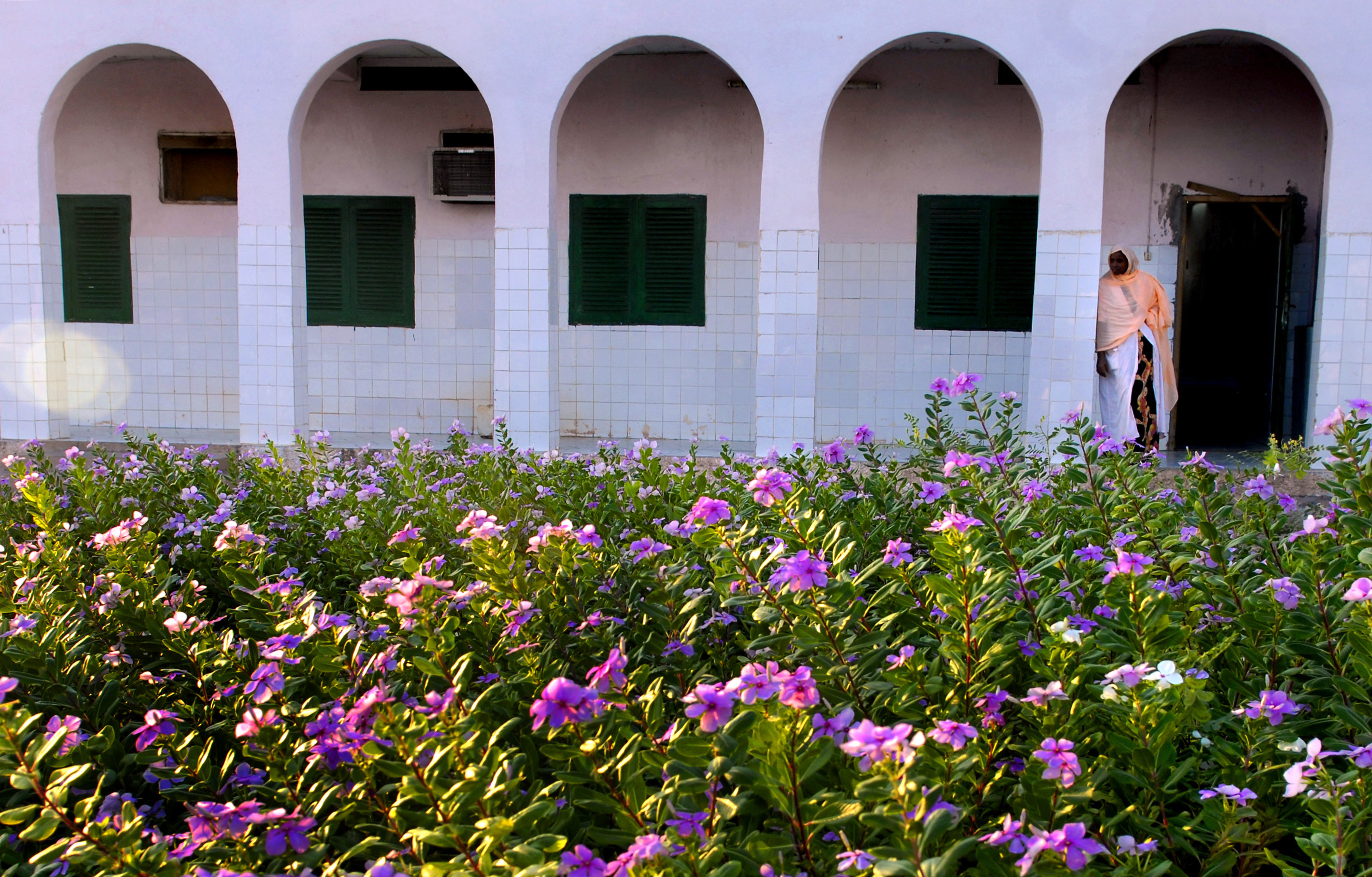
مستشفى المدينة
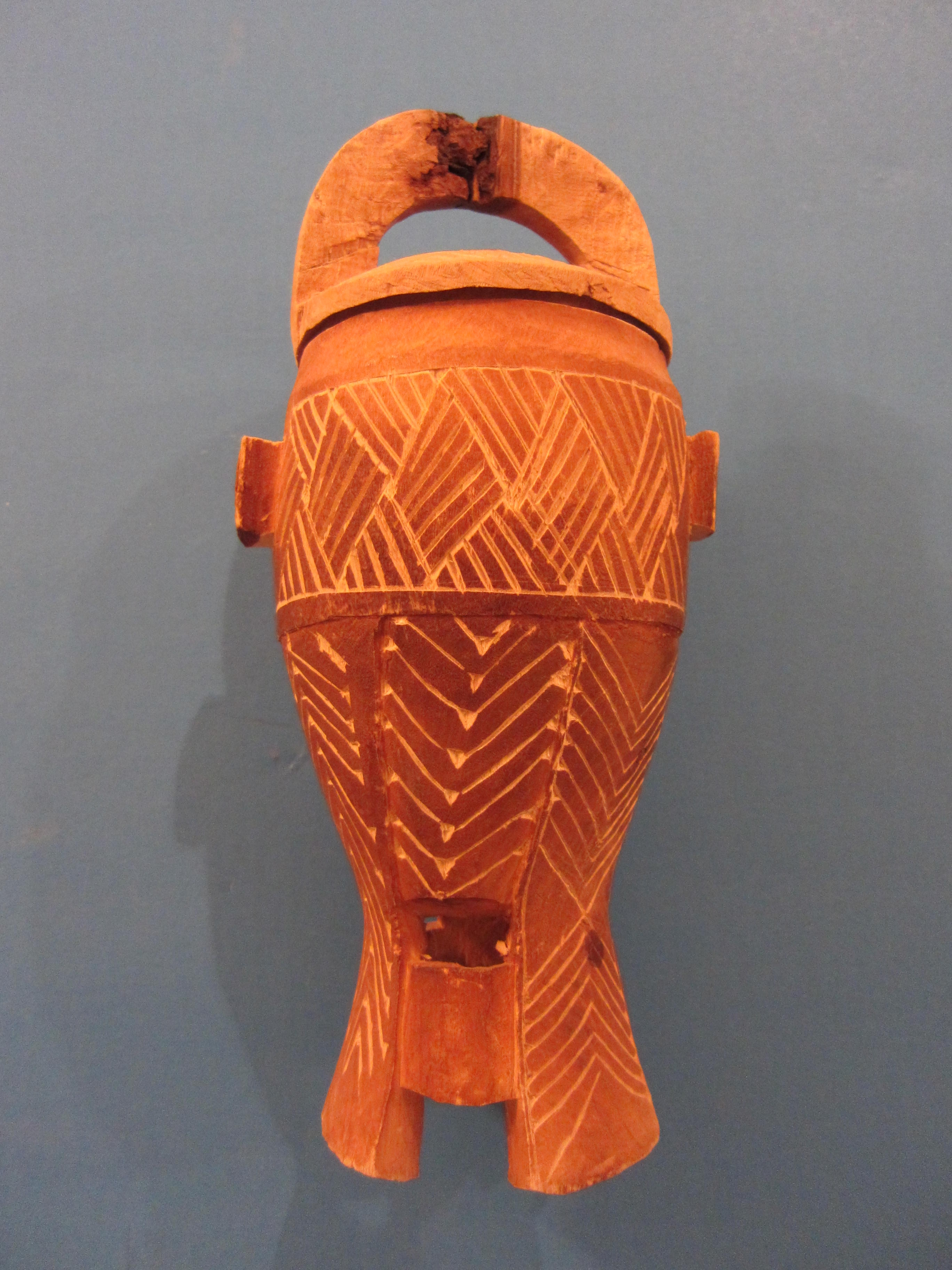
إناء خشبي وجد في قرية وع إحدى قرى إقليم تجرة.
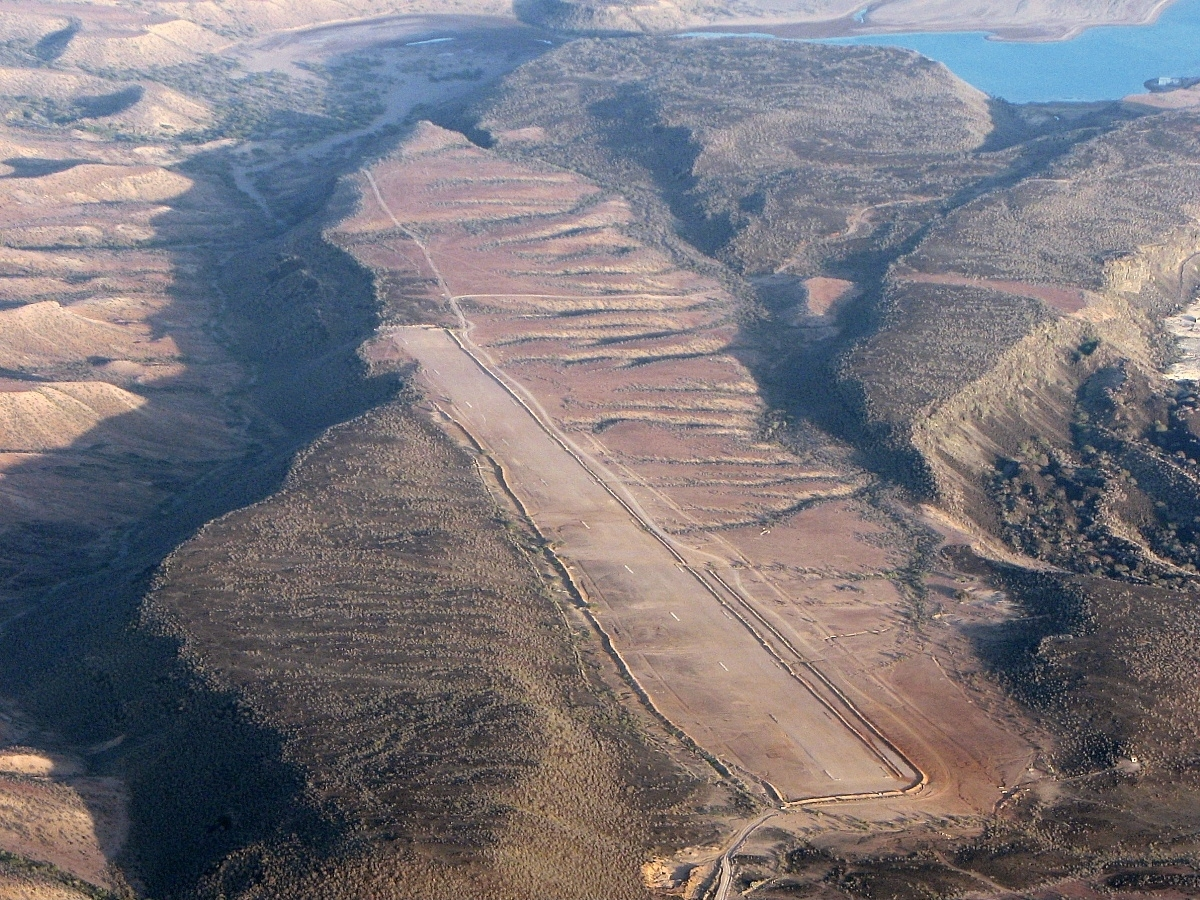
مهبط تجرة